# Komařice

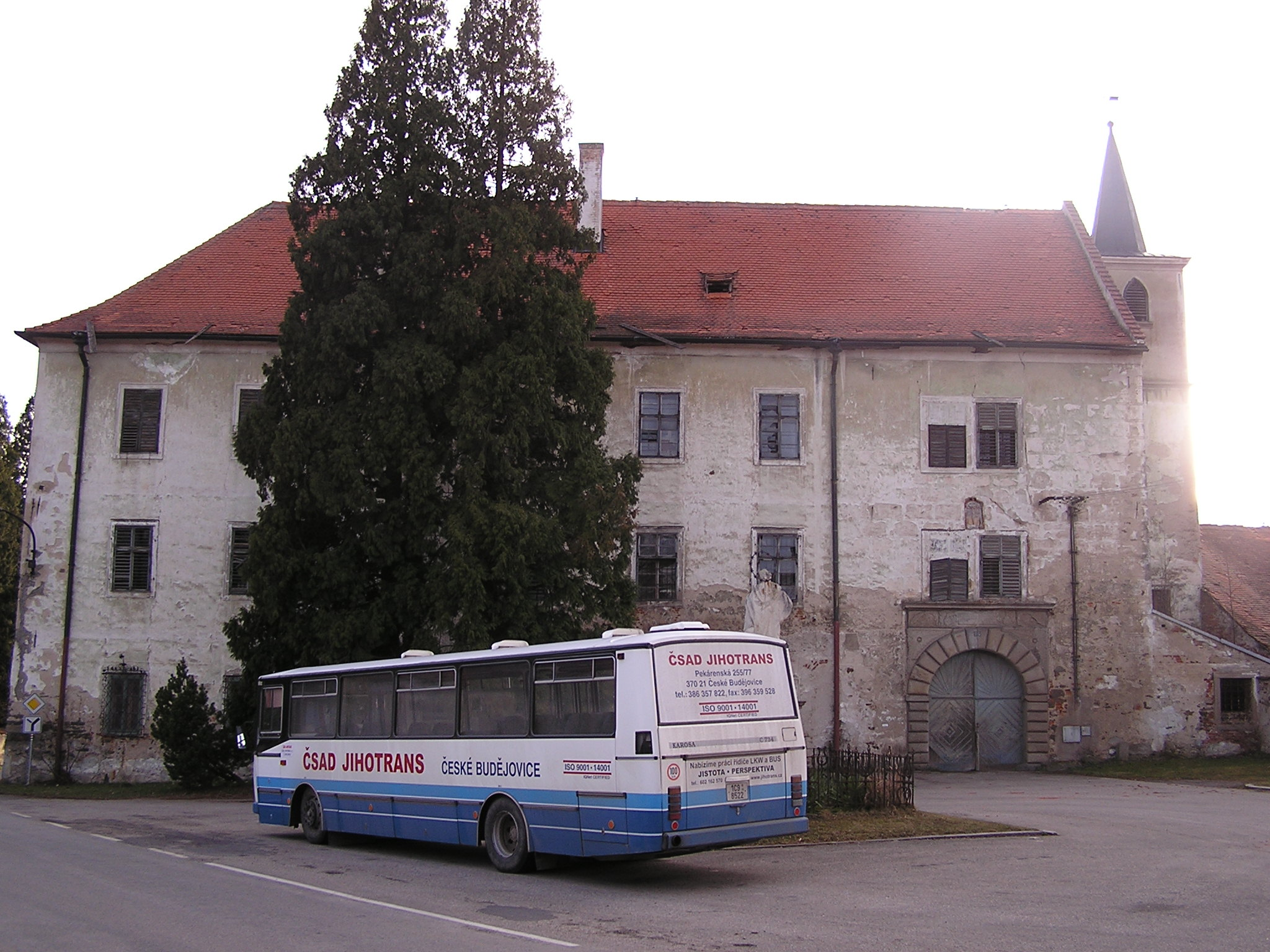
Schloss Komařice

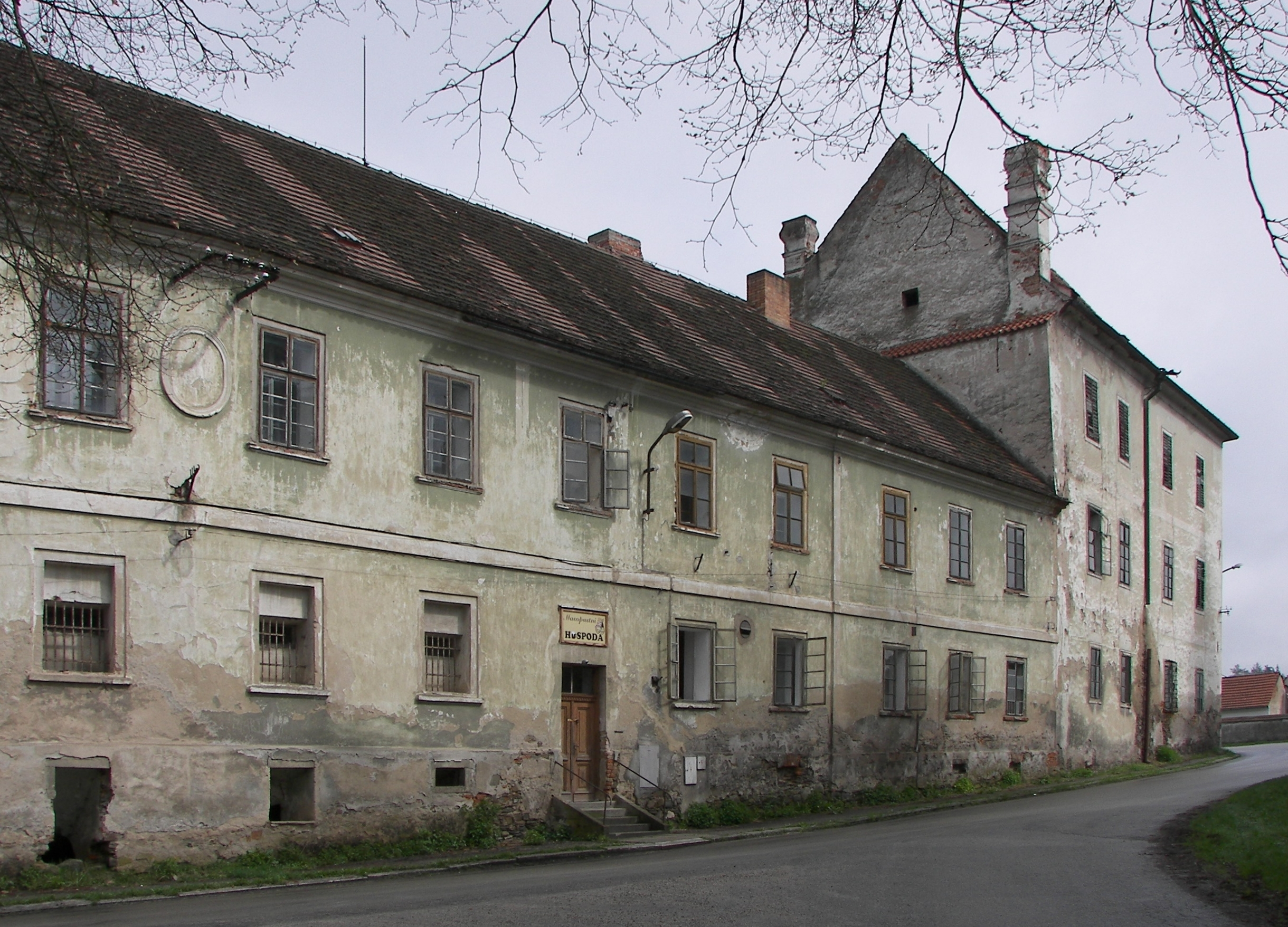
Schloss Komařice

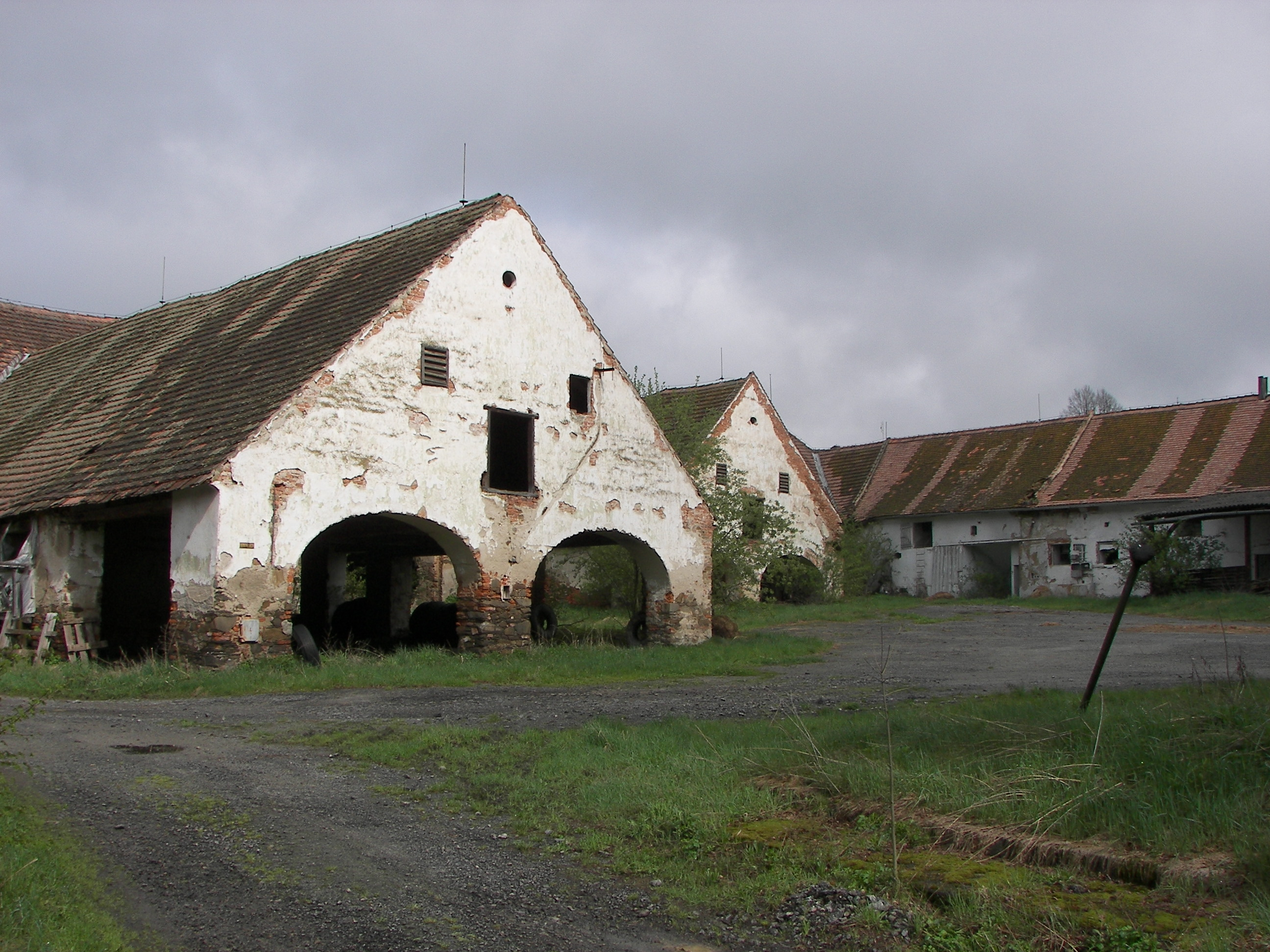
Innenhof des Schlosses

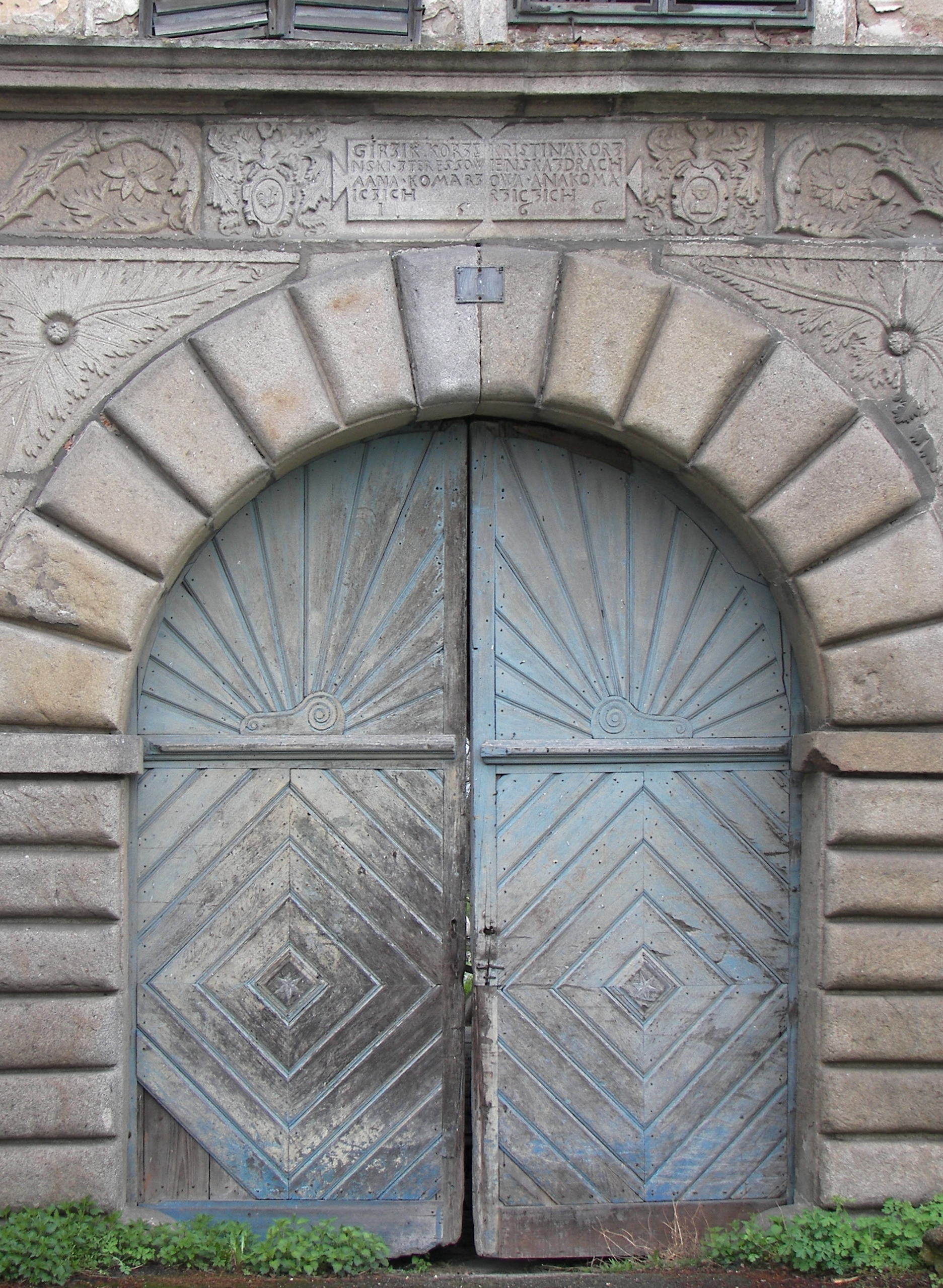
Portal des Schlosses

Komařice (deutsch Komarschitz) ist eine Gemeinde in Tschechien. Sie liegt acht Kilometer südwestlich von Borovany in Südböhmen und gehört zum Okres České Budějovice.

## Geographie
Komařice befindet sich auf einer von der Stropnice und dem Lomecký potok umflossenen Terrasse gegenüber der Einmündung des Svinenský potok in die Stropnice. Nördlich erhebt sich die Střížovská planá hora (514 m) und im Nordosten der Strážkovický vrch (558 m). Gegen Süden liegen an der Stropnice zahlreiche Teiche.
Nachbarorte sind Lomec im Norden, Strážkovice und Řevňovice im Nordosten, Ostrolovský Újezd, U Želízků, Veselka und Jedovary im Osten, Rankov und Nežetice im Südosten, Pešlův Hamr, Stradov und Sedlo im Süden, Mokrý Lom, Branišovice und Pašinovice im Südwesten, Dolní Stropnice im Westen sowie Straňany, Bačkovák und Střížov im Nordwesten.

### Nachbargemeinden
| Střížov   |                                             | Strážkovice  |
| Římov     | Kompassrose, die auf Nachbargemeinden zeigt |              |
| Mokrý Lom |                                             | Trhové Sviny |

### Gemeindegliederung
Die Gemeinde Komařice besteht aus den Ortsteilen Komařice (Komarschitz), Pašinovice (Paschnowitz), Sedlo und Stradov (Lichtblauendorf). Zu Komařice gehören außerdem die Wohnplätze Hamr, Nový Mlýn und V Chalupách. Grundsiedlungseinheiten sind Komařice, Pašinovice, Sedlo, Stradov und V Chalupách.
Das Gemeindegebiet gliedert sich in die Katastralbezirke Komařice, Pašinovice und Sedlo u Komařic.

## Geschichte
Die erste schriftliche Erwähnung des Ortes datiert auf 1278, als die Leute des Zawisch von Falkenstein Komařice plünderten. Im Jahr darauf, als die Frauenburg an die Witigonen gefallen war, soll Hroznata von Hužice und Vítkovec nach Komařice eingefallen sein und erneut schwere Schäden verursacht haben. Jedoch gelten diese Überlieferungen nicht als gesichert. Der Historiker Jaromír Šiman behauptet, dass in Komařice bereits um 600 eine Siedlung unter dem Schutz der Zlitschanen bestanden haben soll, die um 800 in den Machtbereich der Slavnikiden übergegangen sein soll. Nach deren Sturz soll Komařice 995 nach Šimans Ansicht Boleslav II. zugefallen sein, der das Gut den Dúdlebi als verdienstvollen Gefolgsleuten überließ.
Urkundlich belegt ist der Ort seit 1346 als Sitz des Benessius de Komarzicz (Beneš z Komařic) und seiner Frau Vojslava. Ihm folgten ab 1370 seine Söhne Werner und Benesch II. Stradovec von Komařice, danach ab 1387 Benesch III. von Komařice und Stradov, ab 1411 Odolen von Komařice auf Slavkov, ab 1457 Benesch IV., Wenzel, Gregor, Johann und Nikolaus von Komařice, ab 1460 Mates von Komařice und Slavkov und ab 1525 Lipold Komařický von Hřeben als letzter des Rittergeschlechts mit den Adlerwappen. Nachfolgender Besitzer der Herrschaft wurde Wolf d. J. Kraiger von Kraigk, ihm folgte ab 1534 Ctibor Dráchovský von Dráchov. Da dessen Sohn Adam früh verstorben war, fiel der Besitz anteilig an seine Schwestern Anna und Christina. Letztere kaufte Annas Anteil, der Strážkovice, Sedlo, Kosov, Stropnice und die Mühle umfasste, ab und vereinte die Herrschaft wieder. Im Jahre 1550 heiratete Christina Dráchovský Georg Korzensky von Tereschau (Jiří Kořenský z Terešova). Unter den Korzensky von Tereschau gelangte die Herrschaft zu einer Blüte und die Feste wurde zum Renaissanceschloss ausgebaut. Durch mehrere Schlossbrände, bei denen auch das Schlossarchiv verloren ging, verarmten die Korzensky von Tereschau und waren nicht mehr in der Lage, den Wiederaufbau zu finanzieren. Tiburtius Korzensky von Tereschau (Ctibor Kořenský z Terešova) verkaufte deshalb am 16. Oktober 1623 das Gut Komařice mit dem abgebrannten Schloss, dem Vorwerk, der Brauerei, dem Dorf Komařice, der Hanžl-Mühle und dem Kretscham, sowie dem Dorf Strážkovice mit der Schänke und dem Dorf Petrovice mit zwei Schänken an das Kloster Hohenfurth. Die Hohenfurther Zisterzienser kauften später noch die Güter Sedlo, Stradov, Habří und Čakovec hinzu und vereinigten diese zum Stiftsgut Komarzitz. Infolge des Dreißigjährigen Krieges war das Stiftsgut so verarmt, dass lediglich zwei der nur noch 46 bewirtschafteten Gehöfte ihre Naturalabgaben leisten konnten. Das Kloster ließ deshalb das verödete Stiftsgut mit deutschen Siedlern aus der Gegend im Hohenfurth wiederbesiedeln. Das Gut erholte sich recht bald und es entstanden Mühlen, Hammerwerke, eine Schäferei und eine Pottaschesiederei. Außerdem bildete die Brauerei einen wesentlichen Wirtschaftsfaktor. Der 1752 angelegte Gemüsegarten am Schloss erlangte landesweit durch den ersten Anbau von Kopfsalat in Böhmen Bekanntheit. Außerdem entstand im Schlossgarten eine Orangerie, in der Feigensträucher, Hopfen, Wein, Flachs und Lein gezüchtet wurden. Die Feigen erfroren jedoch im Winter 1798. Bei Sedlo ließ der Orden große Obstgärten anlegen. 1831 wurde ein Armeninstitut gestiftet, dessen Kapitaldecke jedoch sehr gering war und sich 1838 auf lediglich 470 Gulden belief. Im Jahre 1840 hatte das Stiftsgut Komařitz 2222 Untertanen, wobei die Güter Komařitz und Sedlo tschechischsprachig, die Güter Habrij und Čekau gemischtsprachig waren. Das Stiftsgut bewirtschaftete die drei Meierhöfe in Komařitz (mit Schäferei), Sedlo und Klein-Čekau, der Meierhof Strobnitz war verpachtet und die Meierhöfe Stradow, Mehlhüttel und Habrij emphytheutisiert. Bei Hermannsdorf wurde ein Kalksteinbruch betrieben; außerdem bestand bei Straschkowitz eine Eisensteingräberei, die die Gabrielahütte in Deutsch Beneschau belieferte. Das Stiftsgut umfasste das Gut Komařitz (mit Komařitz, Hermannsdorf, Kwitkowitz, Straschkowitz, Strobnitz (Dolní Stropnice) und Paschnowitz (Pašinovice) sowie zwei Häuser einschließlich der Schänke in Slawtsche und vier Häusern in Petrowitz (Petrovice)), das Gut Sedlo (mit Sedlo, Rankau (Rankov) und Todnie (Todně) sowie drei Häusern von Miechau (Něchov)), das Gut Stradow (bestehend aus Lichtblaudorf (Stradov)), das Gut Habřj (mit Habřj und vier Häusern von Lippen), das Gut Klein-Čekau (bestehend aus Klein-Čekau (Čakovec)). In den 29 Häusern des Dorfes Komařitz lebten 201 Personen. Im Ort bestand ein Brauhaus, eine Schäferei, ein Wirtshaus, ein Jägerhaus, ein Glashaus (Orangerie) sowie mehrere Obstgärten und die wüste Bartholomäuskapelle am Barbarabrünnel. Gepfarrt war Komařitz nach Driesendorf. Bis zur Mitte des 19. Jahrhunderts blieb das Dorf immer Sitz des gleichnamigen Stiftsgutes.
Nach der Aufhebung der Patrimonialherrschaften bildete Komařice / Komařitz ab 1850 mit den Ortsteilen Pašinovice, Sedlo und Stradov
eine Gemeinde im Bezirk Budweis. Im Jahre 1904 stellte die Brauerei die Produktion ein. In der Gemeinde lebten im Jahre 1914 864 Personen, davon waren 850 Tschechen und 14 Deutsche. Die Güter befanden sich bis 1918 im Besitz des Klosters Hohenfurth. 1948 wurde die Gemeinde dem neu gebildeten Okres Trhové Sviny zugeschlagen, der zwölf Jahre später wieder aufgehoben wurde. Mit Beginn des Jahres 1961 wurde Komařice dem Okres České Budějovice zugeordnet. Am 1. Juli 1985 erfolgte die Eingemeindung nach Strážkovice. Seit dem 24. November 1990 bildet Komařice wieder eine eigene Gemeinde. Am 5. August 2002 war die Gemeinde durch einen Hangrutsch und ein fast zwei Wochen andauerndes Hochwasser der Stropnice und ihrer Zuflüsse schwer betroffen. Dabei wurde die Straßenbrücke nach Sedlo und sämtliche Stege zerstört. Im Juli 2005 begann der Neubau der Brücke über die Stropnice. Als der Fluss Ende März 2006 erneut starkes Hochwasser führte, wurde die im Bau befindliche Brücke zeitweilig freigegeben, da andere Verkehrswege überflutet waren. Eingeweiht wurde die Brücke im Mai 2006. Zur gleichen Zeit wurde auch die UNRRA-Brücke in der Ortslage Pazderna wiederhergestellt. Anlässlich der 730-Jahr-Feier wurde im Jahre 2008 ein Bildstock des hl. Laurentius am Straßenkreuz zwischen Komařice, Pašinovice und Střížov ein neues Heiligenbild geweiht und zudem im Ort eine Gedenktafel für vier bedeutende Söhne des Ortes, den Arzt Julius Adolf Červený, den Historiker Jakub Pavel, den Legionär Josef Kápar und den Piloten Jan Lenc enthüllt.

## Bevölkerungsentwicklung
| Jahr      | 1869 | 1880 | 1890 | 1900 | 1910 | 1921 | 1930 | 1950 | 1961 | 1970 | 1980 | 1991 | 2001 | 2011 | 2021 |
| --------- | ---- | ---- | ---- | ---- | ---- | ---- | ---- | ---- | ---- | ---- | ---- | ---- | ---- | ---- | ---- |
| Einwohner | 725  | 842  | 829  | 817  | 864  | 753  | 722  | 509  | 487  | 387  | 352  | 267  | 243  | 287  | 355  |

## Sehenswürdigkeiten

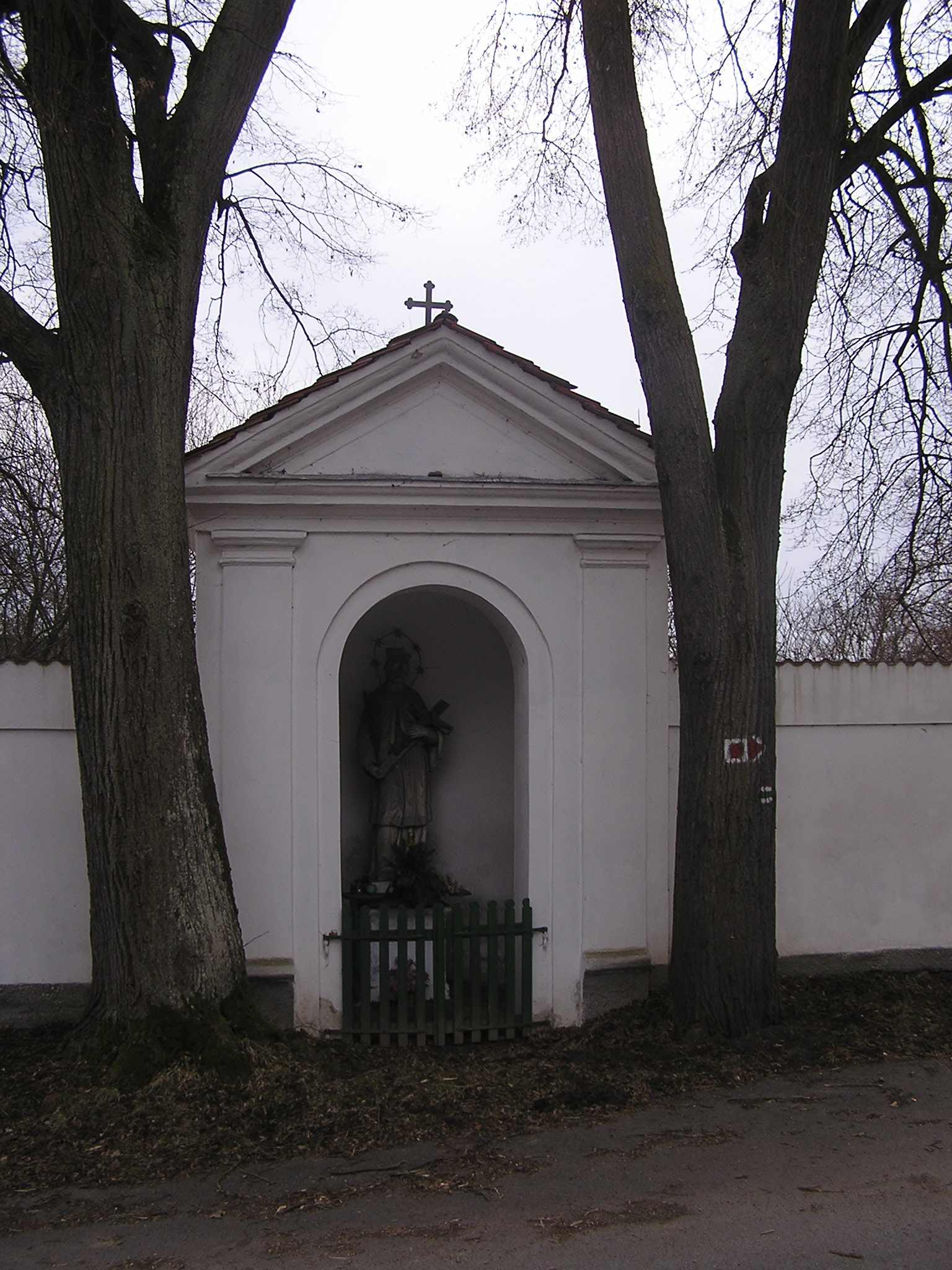
Kapelle des hl. Johannes von Nepomuk in Komařice

- Renaissanceschloss Komařice, der zweiflügelige zweigeschossige Bau entstand zwischen 1561 und 1566 für Elisabeth Korzensky von Tereschau anstelle eines 1560 abgebrannten Vorgängerbaus. 1598 brannte das Schloss erneut gänzlich aus. Nach dem Wiederaufbau schlug 1621 der Blitz ein, dabei brannte das Gebäude bis zum Erdgeschoss ab. Nach der Zumauerung der offenen Arkaden entstand 1653 die Kapelle des hl. Bernhard. Weitere Brände folgten 1673, 1709 und 1742. Den Turm an der Nordwestseite ließ 1903 der letzte Administrator des Stiftsgutes, Otmar Wohl, errichten. Heute ist das als Kulturdenkmal geschützte Gebäudeensemble stark baufällig und durch aufsteigende Feuchte gefährdet. Die Fassade ist mit Sgraffito sowie Arkaden auf toskanischen Säulen verziert, erhalten ist auch eine Sonnenuhr, die jedoch kaum noch erkennbar ist. Das Portal flankieren zwei Meilensteine aus dem Jahre 1693. Zum geschützten Schlosskomplex gehören der Schlossgarten mit Gartenpavillon, Bassin, Orangerie und Gartenmauer sowie der Speicher. Jedoch sind die Orangerie und das Gartenbassin bereits nicht mehr erhalten und das Gärtnerhaus eingestürzt. Die Glocke des Schlossturmes wurde 2011 gestohlen.[13]
- Barocker Kontributionsspeicher gegenüber dem Schloss, erbaut 1689–1697 im oberen Schlossgarten. Der 57,85 m lange, 14,24 m breite und 16,02 m hohe unterkellerte Bau mit sieben Stockwerken wurde nach dem Hohenfurther Klosterbrand von 17. Juni 1690 zunächst eingestellt und das Holz für die Dachbalken zum Wiederaufbau des Daches der Hohenfurther Klosterkirche verwendet. Bis 1692 wurde lediglich ein notdürftiger Dachstuhl aufgesetzt und dieser mit Stroh gedeckt. Erst 1696 wurde der Bau fortgesetzt. Der Speicher befindet sich in einem verwahrlosten Zustand.[14]
- Statue der Immaculata vor dem Schloss, geschaffen 1730 auf Veranlassung des Administrators Tobias Opitz
- Nischenkapelle des hl. Johannes von Nepomuk auf dem Dorfplatz, errichtet 1844
- Údolí Želno mit Barbara-Brünnel, nördlich von Komařice. Das Tal war früher ein heidnischer Kultort. An der heilkräftigen Quelle ließen die Zisterzienser eine dem hl. Bartholomäus geweihte Wallfahrtskirche anlegen. Der vom Baumeister Cyprian aus Velešín errichtete Bau wurde 1679 geweiht und bildete eine Filialkirche der Pfarre Driesendorf. Mit einem Grundriss von 15,5 × 8 Metern war sie sogar etwas größer als die Driesendorfer Kirche. Im Zuge der Josephinischen Reformen wurde die Wallfahrtskirche im Jahre 1780 aufgehoben und 1787 für 50 Gulden zum Abbruch verkauft. Im Jahre 1900 ließ der Administrator des Stiftsgutes, Emanuel Putschögel, am Standort der Kirche eine steinerne Stele mit der Inschrift P.D.E.P 1900 setzen.[15]